# Roode Vaart
 (décembre 2023).
Si vous disposez d'ouvrages ou d'articles de référence ou si vous connaissez des sites web de qualité traitant du thème abordé ici, merci de compléter l'article en donnant les références utiles à sa vérifiabilité et en les liant à la section « Notes et références ».

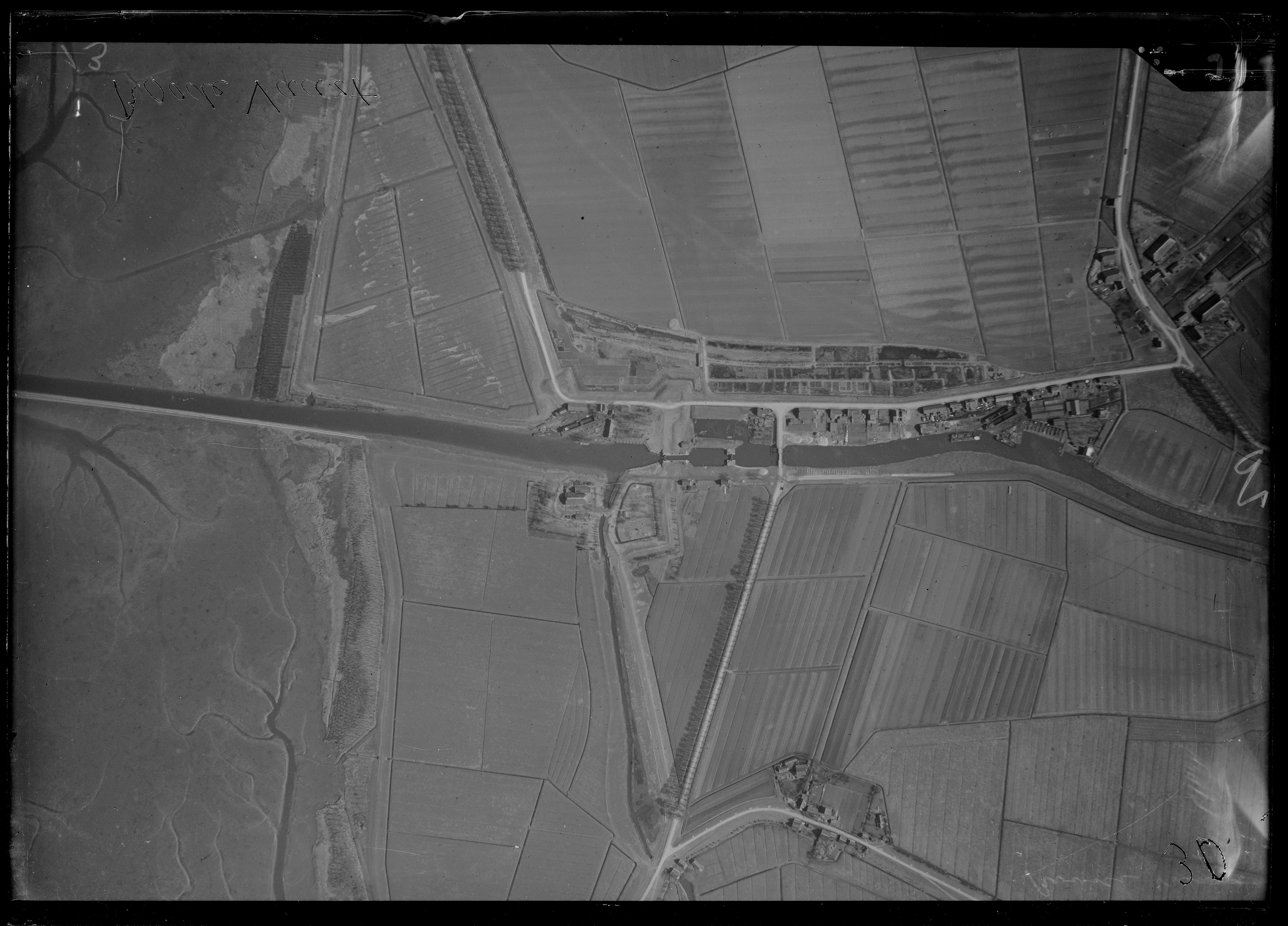

Le Roode Vaart est un canal néerlandais du Brabant-Septentrional.
Le Roode Vaart est situé entièrement dans la commune de Moerdijk. Il relie le Mark au sud de Zevenbergen au Hollands Diep dans la zone industrielle et portuaire de Moerdijk.